# Euro Cup 1999
L'Euro Cup 1999 est la 4e et dernière édition de l'Euro Cup de football américain.

## Clubs participants
- Kronborg Knights  Danemark
- Roskilde Kings  Danemark
- Eidsvoll 1814s  Norvège
- Oslo Vikings  Norvège
- Amsterdam Crusaders  Pays-Bas
- London O's  Royaume-Uni

## Calendrier / Résultats
| Qualifié en finale |

### Groupe A
| Groupe A         |      |      |      |     |          |            |
| Club             | Vic. | Nuls | Déf. | Pts | Pts pour | Pts contre |
| Oslo Vikings     | 3    | 0    | 0    | 9   | 85       | 13         |
| Kronborg Knights | 2    | 0    | 1    | 6   | 75       | 48         |
| Roskilde Kings   | 1    | 0    | 2    | 3   | 38       | 60         |
| Eidsvoll 1814s   | 0    | 0    | 3    | 0   | 40       | 117        |

- 17 avril 1999 :

Kings 35-13 1814s
Knights 13-18 Vikings
- 2 mai 1999 :

Kings 3-13 Knights
- 8 mai 1999 :

1814s 0-33 Vikings
- 15 mai 1999 :

1814s 27-49 Knights
Vikings 34-0 Kings

### Groupe B
| Groupe B            |      |      |      |     |          |            |
| Club                | Vic. | Nuls | Déf. | Pts | Pts pour | Pts contre |
| London O's          | 2    | 0    | 0    | 6   | 63       | 2          |
| Amsterdam Crusaders | 0    | 0    | 2    | 0   | 2        | 63         |

- 2 mai 1999 :

O’s 37-0 Crusaders
- 22 mai 1999 :

Crusaders 2-26 O’s

### Finale
- 5 juin 1999 à Bruxelles :

O’s 12-6 Vikings

## Source
- (fr)